# لجنة تنظيم الطاقة الفيدرالية
لجنة تنظيم الطاقة الفيدرالية ( FERC ) هي الوكالة الفيدرالية للولايات المتحدة التي تنظم نقل وبيع الغاز الطبيعي والكهرباء وبيعهما بالجملة في التجارة بين الولايات وتنظم نقل النفط عبر خطوط الأنابيب في التجارة بين الولايات. تستعرض اللجنة أيضًا مقترحات بناء خطوط أنابيب الغاز الطبيعي بين الولايات، ومشاريع تخزين الغاز الطبيعي، ومحطات الغاز الطبيعي المسال ، بالإضافة إلى ترخيص مشاريع الطاقة الكهرومائية غير الفيدرالية.
تتألف اللجنة من خمسة مفوضين يرشحهم رئيس الولايات المتحدة ويوافق عليهم مجلس الشيوخ الأمريكي. قد لا يكون هناك أكثر من ثلاثة مفوضين من حزب سياسي واحد يعملون في اللجنة في أي وقت معين.

## المسئوليات
تشمل مسؤولياتها ما يلي:
- تنظيم نقل وبيع الغاز الطبيعي لإعادة بيعه في التجارة بين الولايات ؛
- تنظيم نقل النفط عبر خطوط الأنابيب في التجارة بين الولايات ؛
- تنظيم نقل الكهرباء وبيعها بالجملة في التجارة بين الولايات ؛
- الترخيص والتفتيش على مشاريع الطاقة المائية الخاصة والبلدية والحكومية ؛
- الموافقة على تحديد مواقع منشآت الغاز الطبيعي بين الولايات والتخلي عنها، بما في ذلك خطوط الأنابيب والتخزين والغاز الطبيعي المسال ؛
- ضمان موثوقية نظام نقل الجهد العالي بين الولايات ؛
- مراقبة أسواق الطاقة والتحقيق فيها ؛
- استخدام العقوبات المدنية وغيرها من الوسائل ضد منظمات الطاقة والأفراد الذين ينتهكون قواعد اللجنة في أسواق الطاقة ؛
- الإشراف على المسائل البيئية المتعلقة بمشاريع الغاز الطبيعي والكهرباء المائية ومبادرات سياسة الكهرباء الرئيسية .
- إدارة لوائح المحاسبة والتقارير المالية وتنظيم الأعمال التجارية للشركات المنظمة.

### التشريعات ذات الصلة
- قانون تعزيز الطاقة المتجددة في كولينزفيل (HR 316 ؛ المؤتمر الحادي عشر بعد المائة) - قانون مقترح يأمر FERC بإعادة ترخيصي مشروع لمدينة في ولاية كونيتيكت
- قانون كفاءة تنظيم الطاقة الكهرومائية لعام 2013 (HR 267 ؛ المؤتمر الحادي عشر بعد المائة) - القانون المقترح الذي سيغير اللوائح التي تم تكليف FERC بإنفاذها
- مؤتمر الحفاظ على المناظر الطبيعية الخلابة هدسون v. لجنة السلطة الفيدرالية - «ميلاد» الحركة البيئية في الولايات المتحدة
- المادة 18 من قانون اللوائح الفيدرالية

## روابط خارجية
- موقع رسمي
  - كهرباء
  - محطات الغاز الطبيعي المسال
  - غاز طبيعي
  - الطاقة الكهرومائية
- لجنة تنظيم الطاقة الفيدرالية في السجل الفيدرالي